# 西圣洛伦索
西圣洛伦索是巴西圣卡塔琳娜州的一个市镇。总面积369.478平方公里，总人口21799人，人口密度每平方公里59人。